# Chorinaeus spicatus
Chorinaeus spicatus är en stekelart som beskrevs av Ian D. Gauld och Sithole 2002. Chorinaeus spicatus ingår i släktet Chorinaeus och familjen brokparasitsteklar. Inga underarter finns listade i Catalogue of Life.